# Angelika Beer
Angelika Beer (24 de maio de 1957; Kiel, Alemanha) é uma política alemã.